# Reserva de la naturaleza nacional Ariundle Oakwood
Ariundle Oakwood (en gaélico escocés: Airigh Fhionndail, 'la cabaña en el prado blanco') forma parte del antiguo robledal Sunart y está situado entre el pueblo de Estroncia y las antiguas minas de plomo. Fue designado reserva natural nacional en 1977 y está gestionado principalmente por el Scottish Natural Heritage, así como por la Comisión Forestal para Escocia. La vegetación es un remanente del antiguo robledal que una vez se extendió por las costas del Atlántico de Europa desde Noruega hasta Portugal. Es un bosque templado húmedo, con el roble albar como especie arbórea dominante. Otras especies nativas como el acebo, el avellano, el abedul, el serbal, el sauce y el olmo de montaña también están presentes.
La reserva contiene restos de anteriores asentamientos en el área de Estroncia, que incluyen carboneras, diques de cerramiento, restos de cultivos en caballones y viejos bosquecillos. Los habitantes de la zona fueron descritos como sluagh y torraidh bhain, o la gente de la colina blanca, en el asentamiento registrado como "Torban" en los registros del Clan Cameron. Torban fue abandonado a la cría de ovejas a principios del siglo XIX. A partir de 1752, la madera se utilizó como fuente de carbón para el horno de hierro Bonawe en el Loch Etive y localmente en la industria minera de plomo. Los robles fueron podados y cuidados para asegurarse una madera estable para los hornos, y muchos de los robles maduros tienen varios tallos como resultado de esta práctica. El cuidado de los bosques trajo alrededor de mil trabajadores al área. La minería de plomo decayó a principios del siglo XIX y el horno Bonawe se cerró en 1876. Después de esto, los bosques ya no fueron necesarios para suministrar combustible, y se utilizaron como área protegida para el ganado. 
En 1961, Ariundle Wood fue designada Reserva Natural Forestal, antes de su designación como Reserva Natural Nacional en 1977. La reserva está clasificada como área protegida de categoría IV por la Unión Internacional para la Conservación de la Naturaleza.
El camino principal a través de la reserva natural es el inicio de la ruta más accesible hacia Sgùrr Dhòmhnuill, una cumbre Corbett —picos en Escocia que tiene entre 2500−3000 pies— y el 17.º pico por altura relativa de Gran Bretaña.

### Citas
1. ↑  «Ariundle». Ainmean-Àite na h-Alba. Consultado el 11 de octubre de 2018.
2. ↑  «Scotland's Landscape: Ariundle Oakwood».
3. ↑  «Ariundle Oakwood in United Kingdom of Great Britain and Northern Ireland». Protected Planet. 2007. Archivado desde el original el 28 de marzo de 2018. Consultado el 27 de marzo de 2018.